# Albert Sterz
Albert Sterz oder Albrecht Sterz, in Italien als Alberto Sterz bekannt, (* Köln; † November 1366 in Perugia) war ein deutscher Söldnerführer, der zu den Condottiere gezählt wird.

## Leben
Obwohl über seine Herkunft keine verlässlichen Quellen bekannt sind, wird er gelegentlich als Graf tituliert. Er kämpfte in Frankreich als Söldner im Hundertjährigen Krieg, wobei er keiner Partei zuzuordnen ist. Mit dem Frieden von Brétigny gründete er zusammen mit dem Engländer John Hawkwood die „Weiße Kompanie“ (White Company in Italien als Compagnia Bianca bekannt), an der englische, gascognische und deutsche Söldner teilnahmen. Im Jahr 1361 griff er die Provence an und verwüstete sie mit seiner Miliz bis ins Gebiet von Avignon, wo der damalige Papst lebte. Er verließ die Region nachdem er von Papst Innozenz VI. 100.000 Gulden Lösegeld erpresst hatte.
Im Jahr 1362 begab er sich mit 2.000 Mann in den Sold des Marchese von Monferrato und verwüstete auf seinem Weg ins Piemont erneut die Provence zwischen den Städten Marseille und Nizza. Als er in der Region ankam, wurde er mit der Miliz von Luchino Dal Verme konfrontiert, der ihn zum Rückzug zwang. Im November verbündete er sich mit den Genuesen unter der Führung von Luchino Novello Visconti im Kampf gegen Graf Amadeus VI. von Savoyen. Er belagerte mehrere Städte in der Gegend von Novara. Der Graf wurde zusammen mit Edoardo di Savoia-Acaia und anderen gefangen genommen, dann aber gegen ein Lösegeld von 180.000 Gulden freigelassen.
Im Jahr 1363 kam es zum Zusammenstoß mit der Grande Compagnia unter der Führung des mit Visconti verbündeten Grafen Konrad von Landau. Die Schlacht fand bei Novara statt und brachte im April den klaren Sieg der Compagnia Bianca über die gegnerische Truppe, die vollständig vernichtet und zerstört wurde, sowie die Tötung von Landau. Im Juli trat er in den Dienst von Pisa um gegen Florenz zu kämpfen. Im Krieg gegen die Florentiner hatte seine Truppe über 4.000 Mann zur Verfügung. Der Kampf dauerte etwa drei Monate, wobei mehrere Orte zerstört und geplündert wurden und mit dem Sieg der Pisaner endete.
Im Jahr 1364 beendete er seinen Dienst bei den Pisanern und löste die Compagnia Bianca auf. Zusammen mit Hanneken von Baumgarten und Ugo della Zucca gründete er eine neue Söldnertruppe, die Compagnia della Stella. Im Juli wurde er von Florenz gegen Siena angeworben und verwüstete deren Territorium für lange Zeit, anschließend zog er gegen Perugia. Im Jahr 1365 traten Sterz und seine Truppe in den Dienst des Kirchenstaates und des Königreichs Neapel. Er stand erneut den Perugianern unter der Führung von Hanneken von Baumgarten gegenüber, die ihm eine schwere Niederlage zufügten. Sterz und seine Truppen zogen sich in die Toskana zurück, wo sie von päpstlichen und angevinischen Truppen angegriffen und besiegt wurden.
Im November 1366 wurde er von Perugia erneut gegen den Kirchenstaat angeworben. Die Perugianer beschuldigten ihn, die Gemeinde zugunsten des Kardinals und päpstlichen Führers Egidio Albornoz verraten zu haben, wofür sie ihn verhafteten und Anfang November 1366 enthaupteten. Nach seinem Tod löste sich die Compagnia della Stella auf.